# Aulopus
Genre
Aulopus est un genre de poissons osseux marins de la famille des Aulopidae.

## Liste d'espèces
Selon FishBase (12 novembre 2023) :
- Aulopus bajacali Parin & Kotlyar, 1984
- Aulopus cadenati Poll, 1953
- Aulopus filamentosus (Bloch, 1792)

## Systématique
Le genre Aulopus a été créé en 1861 par le naturaliste français Hippolyte Cloquet (1787-1840) avec pour espèce type Aulopus filamentosus (Bloch, 1792), initialement décrite sous le protonyme Salmo filamentosus

## Étymologie
Aulopus vient vraisemblablement du grec aulopus « flûte/pipeau ». D'après une note de Cloquet, le nom aurait comme signification « poisson inconnu ».